# وامپتا (بازیکن فوتبال)
وامپتا (بازیکن فوتبال) (به پرتغالی: Marcos André Batista dos Santos) هافبک اهل برزیل است که در شهر Nazaré, باهیا و در تاریخ ۱۳ مارس ۱۹۷۴ به دنیا آمده‌است.
وامپتا (بازیکن فوتبال) در تیم‌های فوتبال Vitória ،پی‌اس‌وی آیندهوون،VVV-Venlo،Fluminense، پی‌اس‌وی آیندهوون و کورینتیانس سابقهٔ حضور دارد. این بازیکن همچنین در سال، ۱۹۹۸ – ۲۰۰۲ ۳۹ بار برای، تیم ملی فوتبال برزیل به میدان رفته‌است و طی این مدت ۲ گل به ثمر رسانده‌است.